# Ácido dihidrofólico
El ácido dihidrofólico (o dihidrofolato) es un derivado del ácido fólico sobre el cual actúa la dihidrofolato reductasa para producir ácido tetrahidrofólico. Puesto que el tetrahidrofolato es necesario para la síntesis de purinas y pirimidinas, esta enzima es una diana farmacológica de varios fármacos que  evitan la síntesis de ácidos nucleicos.